# TOKYOナイト&デイ
TOKYOナイト&デイ（とうきょうナイトアンドデイ）は、1979年6月21日に発売された所ジョージ6枚目のシングル。発売元はキャニオン・レコード（現：ポニーキャニオン）。

## 概要
所ジョージの初主演映画『下落合焼とりムービー』主題歌。作詞は宇崎竜童、作曲は千野秀一が担当。現時点で唯一、所自身が作詞・作曲していないシングルA面曲である。ダウン・タウン・ブギウギ・バンドが1976年に発表したアルバム『あゝブルース Vol.1』収録曲のカバー。

## 収録曲
1. TOKYOナイト&デイ
  - 作詞：宇崎竜童　作曲：千野秀一　編曲：クニ河内
  - 阿波踊りのリズムを取り入れた軽いアレンジで、流行に流されやすく軽薄な東京人を揶揄した楽曲。
2. Summer Come Back To Me
  - 作詞・作曲：所ジョージ　編曲：木森敏之
  - 過ぎゆく夏を惜しむイメージを描いたロック・チューン。

## 収録アルバム
- 『REVENGE OF HONG KONG 〜ホング・コングの逆襲』（1979年7月21日発売）